# NF X 35-109
NF X35-109 est une norme relative au port de charges par les travailleurs. Le titre de cette norme est : Ergonomie - Manutention manuelle de charge pour soulever, déplacer et pousser/tirer - Méthodologie d'analyse et valeurs seuils. 

## Présentation
Cette norme est une recommandation de la CNAMTS (Caisse nationale d'assurance maladie des travailleurs salariés).
Adoptée en juillet 2009, puis homologuée en décembre de la même année et modifiée en novembre 2011, elle limite le poids à manipuler pendant les actions de travail.
La principale nouveauté de cette norme est le fait qu'elle fixe un poids sans distinction de sexe (précédemment 15 kg pour les femmes et 25 pour les hommes). La valeur acceptable est maintenant de 15 kg, la valeur maximale admissible sous conditions est de 25 kg (auparavant, cette valeur pouvait aller jusqu'à 105 kg) et le tonnage cumulé journalier acceptable est de 7,5 tonnes sur 8 h pour une personne.
À titre indicatif, les caissières de supermarchés ont maintenant un poids limite au-delà duquel elles ne doivent pas manipuler de produits : 8 kg. Des mesures doivent donc être prises pour respecter la valeur limite de ces charges ou bien faciliter leur passage à la caisse sans manutention manuelle (lecteur de code-barres, étiquettes prix/code-barres détachables, etc.).